# Usarkopf
Der Usarkopf ist eine 725,4 m ü. NHN hohe Erhebung des Idarwaldes (Hunsrück) in den Landkreisen Bernkastel-Wittlich und Birkenfeld in Rheinland-Pfalz.
Er liegt südlich von Morbach (Landkreis Bernkastel-Wittlich) an der Gemarkungsgrenze zu Wirschweiler (Landkreis Birkenfeld).